# Leveillula duriaei
Espèce
Synonymes
- Erysiphe duriaei Lév., 1851

Leveillula duriaei est une espèce de champignons de la famille des Erysiphaceae.

## Description
Leveillula duriaei a un mycélium blanc, généralement feutré dense, amphigène, en partie interne. Les conidies sont solitaires et ont deux formes : celles formées d'abord sont largement lancéolées, les plus tardives sur le même conidiphore sont oblongues-elliptiques. Les cléistothèces ont de 10 à 45 asques, qui contiennent deux spores. Les appendices sont nombreux, attachés au-dessous de l'équateur, plus courts que le diamètre ; elles sont mycélioïdes, souvent irrégulièrement ramifiées, cloisonnées.

## Parasitisme
Leveillula duriaei a pour plante hôte Ballota hirsuta, Ballota nigra, Dracocephalum, Eremostachys (es), Lavandula multifida, Leonurus cardiaca, Marrubium incanum (de), Marrubium peregrinum (de), Marrubium pestalozzae, Marrubium propinquum, Marrubium supinum, Marrubium vulgare, Nepeta nuda, Phlomis fruticosa, Phlomis herba-venti (it), Phlomis lychnitis, Phlomis purpurea, Phlomis samia (de), Phlomis sieheana, Phlomis tuberosa, Physostegia virginiana, Rosmarinus officinalis, Salvia amplexicaulis (en), Salvia glutinosa, Salvia nemorosa, Salvia nutans, Salvia pratensis, Salvia verticillata, Salvia virgata (en), Satureja hortensis, Satureja intermedia, Satureja montana, Scutellaria alpina, Scutellaria multicaulis, Stachys, Teucrium chamaedrys, Teucrium polium, Thymbra capitata, Thymus.